# Kościół św. Jakuba Apostoła w Bakałarzewie
Kościół świętego Jakuba Apostoła w Bakałarzewie – rzymskokatolicki kościół parafialny we wsi Bakałarzewo, w województwie podlaskim. Należy do dekanatu Filipów diecezji ełckiej.
Świątynia została wybudowana w 1936 roku. W dniu 6 czerwca 1937 roku została konsekrowana przez biskupa łomżyńskiego Stanisława Kostkę Łukomskiego. W czasie działań wojennych w 1944 roku, budowla została zniszczona. Odbudowano ją w 1951 roku. W kościele zachował się barokowy ołtarz główny z XVII stulecia, który jest najstarszym tego rodzaju zabytkiem na Suwalszczyźnie, ufundowany zapewne przez Mikołaja Wolskiego